# Prokoudskoïe
Prokoudskoïe (en russe : Прокудское) est un village de Russie situé dans l'oblast de Novossibirsk.

## Géographie
Prokoudskoïe se trouve au est de l'oblast de Novossibirsk. 

## Histoire
La localité est connue depuis 1726. 

## Population
Recensements (*) et estimations de la population,,: 
|       | \| 1979* \| 2002* \| 2010* \| 2021* \| \| ----- \| ----- \| ----- \| ----- \| \| 5 348 \| 6 122 \| 5 991 \| 5 961 \| |       |       |
| 1979* | 2002* | 2010* | 2021* |
| 5 348 | 6 122 | 5 991 | 5 961 |